# Estadio Riazor
Estadio Municipal de Riazor pronunție în spaniolă [esˈtaðjo muɲiθiˈpal de rjaˈθor] este un stadion polivalent din A Coruña, Galicia, Spania. Stadionul este arenă de casă a clubului Deportivo de La Coruña, și are o capacitate totală de 34.000 spectatori.

## Campionatul Mondial de Fotbal 1982
Stadionul a fost una din gazde la Campionatul Mondial de Fotbal 1982, pe el disputându-se următoarele meciuri:
| Data       | Echipa #1 | Scor | Echipa #2 | Runda   |
| ---------- | --------- | ---- | --------- | ------- |
| 15.06.1982 | Peru      | 0-0  | Camerun   | Grupa 1 |
| 19.06.1982 | Polonia   | 0-0  | Camerun   | Grupa 1 |
| 22.06.1982 | Polonia   | 5-1  | Peru      | Grupa 1 |

## Riazor: Un teren blestemat pentru Real Madrid
Stadionul a căpătat faima unui teren ”blestemat” pentru echipa Real Madrid. Începând cu sezonul 1992-93 până în prezent, Real Madrid a reușit să obțină o singură victorie aici în fața echipei gazdă, în 2009. 
Seria de rezultate dintre Deportivo și Real Madrid:
- 1992-1993: Deportivo 3 - 2 Real Madrid
- 1993-1994: Deportivo 4 - 0 Real Madrid
- 1994-1995: Deportivo 0 - 0 Real Madrid
- 1995-1996: Deportivo 3 - 0 Real Madrid
- 1996-1997: Deportivo 1 - 1 Real Madrid
- 1997-1998: Deportivo 2 - 2 Real Madrid
- 1998-1999: Deportivo 4 - 0 Real Madrid
- 1999-2000: Deportivo 5 - 2 Real Madrid
- 2000-2001: Deportivo 2 - 2 Real Madrid
- 2001-2002: Deportivo 3 - 0 Real Madrid
- 2002-2003: Deportivo 0 - 0 Real Madrid
- 2003-2004: Deportivo 2 - 0 Real Madrid
- 2004-2005: Deportivo 2 - 0 Real Madrid
- 2005-2006: Deportivo 3 - 1 Real Madrid
- 2006-2007: Deportivo 2 - 0 Real Madrid
- 2007-2008: Deportivo 1 - 0 Real Madrid
- 2008-2009: Deportivo 2 - 1 Real Madrid
- 2009-2010: Deportivo 1 - 3 Real Madrid
- 2010-2011: Deportivo 0 - 0 Real Madrid
- 2012-2013: Deportivo 1 - 2 Real Madrid

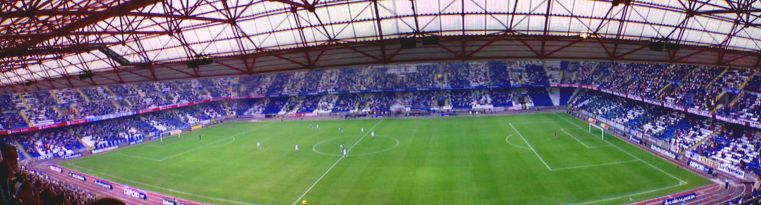
Vedere panoramică în interiorul stadionului